# Kim Richard Adler Mejdahl
Kim Richard Adler Mejdahl (født 1989) er en dansk multikunstner. 
Kim Richard Adler Mejdahl er født og opvokset i Skælskør. Han er uddannet fra Det Fynske Kunstakademi og Det Kongelige Danske Kunstakademi, hvorfra han tog afgang i 2019 Han har udstillet på blandt andet Overgaden, Kunsthal Charlottenborg og OK Corral og vist sine videoværker på Seoul International New Media Festival (KR), VOID Animation International Film Festival (DK), Flat Earth Film Festival (IS) m.fl. Kim udgiver desuden elektronisk musik under aliasset Kim Kim, hvormed han sideløbende skaber musikalske albumudgivelser og audiovisuelle koncerter.
Han har medvirket i DR's serie Kunstnerkolonien fra 2021.